# اسدآباد سفلي (مقاطعة دلفان)
اسدآباد سفلي (بالفارسية: اسدآباد سفلی) هي قرية تقع فيقسم نورعلي الريفي بمقاطعة دلفان في إيران. يقدر عدد سكانها بـ 71 نسمة بحسب إحصاء 2016.